# 基姆·拉马尔
基姆·拉马尔（法語：Kim Lamarre，1988年5月20日—），加拿大女子自由式滑雪运动员。她曾代表加拿大参加2014年和2018年冬季奥林匹克运动会自由式滑雪比赛，其中2014年冬季奥运会获得一枚铜牌。